# Episodi di Poirot (sesta stagione)
La sesta stagione di Poirot è composta da 4 episodi della durata di 103 minuti.
| nº | Titolo originale           | Titolo italiano     | Prima TV Inghilterra | Prima TV Italia |
| -- | -------------------------- | ------------------- | -------------------- | --------------- |
| 1  | Hercule Poirot's Christmas | Il Natale di Poirot | 1º gennaio 1995      | 1997            |
| 2  | Hickory Dickory Dock       | Poirot si annoia    | 12 febbraio 1995     | 1997            |
| 3  | Murder on the Links        | Aiuto, Poirot!      | 11 febbraio 1996     | 1997            |
| 4  | Dumb Witness               | Due mesi dopo       | 16 marzo 1996        | 1997            |

## Il Natale di Poirot
- Titolo originale: Hercule Poirot's Christmas
- Diretto da: Edward Bennet
- Scritto da: Clive Exton

### Trama
Il giorno di Natale Hercule Poirot si accorge che il riscaldamento di casa sua non funziona. Ricevuta nello stesso momento una telefonata da un certo Simeon Lee, anziano miliardario inglese, il quale teme per la sua vita, e, invitato a trascorrere le vacanze natalizie a casa dello stesso, Poirot accetta e subito si ritrova immischiato nelle difficili decisioni testamentarie del miliardario e, successivamente, nel suo assassinio. 
Ad aiutarlo nelle indagini, piuttosto complicate, vi sarà il sempre fedele ispettore capo James Japp di Scotland Yard.
- Cast: David Suchet (Hercule Poirot), Philip Jackson (ispettore capo James Japp), Vernon Dobtcheff (Simeon Lee), Simon Roberts (Alfred Lee), Catherine Rabett (Lydia Lee), Eric Carte (George Lee), Andrée Bernard (Magdalene Lee), Brian Gwaspari (Harry Lee), Sasha Behar (Pilar Estravados), Mark Tandy (Sovraintendente Sugden), Olga Lowe (Stella), Ayub Khan-Din (Horbury, il domestico), John Horsley (Tressilian), Scott Handy (Simeon Lee da giovane), Liese Benjamin (Stella da giovane), Oscar Pearce (Gerrit), Steve Delaney (Coombes), Colin Meredith (Il proprietario dell'emporio), Peter Hughes (Mr Charlton), Joanna Dickens (cuoca), Michael Keats (poliziotto), Christopher Webber (cameriere del treno).
- Romanzo originale: Il Natale di Poirot

## Poirot si annoia
- Titolo italiano alternativo: Filastrocca per un omicidio
- Titolo originale: Hickory Dickory Dock
- Diretto da: Andrew Grieve

### Trama
Poirot nota che la sua segretaria, la signorina Lemon, ultimamente è sbadata e sempre assorta nei suoi pensieri. Le chiede quindi cosa la preoccupi e lei gli racconta delle piccole sparizioni che avvengono nel pensionato diretto da sua sorella. L'investigatore, incuriosito, fa chiamare la sorella della signorina Lemon e insieme iniziano a discutere di queste sparizioni. Si decide così di invitare Poirot a cena nel pensionato e durante la cena la responsabile delle sparizioni di questi oggetti confessa. Sembrerebbe tutto finito, solo che qualche giorno dopo la colpevole viene trovata morta, in apparenza suicida. Si scopre però che non si tratta di un suicidio, ma di assassinio. Si scoprirà anche che dietro queste sparizioni di piccoli oggetti si nasconde qualcosa di ben più grave. La morte della ragazza innescherà una catena di eventi che porterà ad altri omicidi, e darà inizio a un mistero che il grande investigatore belga troverà difficile da risolvere.
- Romanzo originale: Poirot si annoia/Filastrocca per un omicidio

## Aiuto, Poirot!
- Titolo italiano alternativo: Memorie di un delitto
- Titolo originale: Murder on the Links
- Diretto da: Andrew Grieve

### Trama
Poirot e Hastings sono in vacanza a Deauville e ricevono la visita di Paul Renauld, convinto di essere stato raggirato dai cileni. Renauld viene rapito e il suo corpo viene rinvenuto in seguito sepolto in un bunker di sabbia di un campo da golf. Il detective francese Giraud sfida poco saggiamente Poirot a chi riesce a prendere prima l'assassino. Nel frattempo Hastings si innamora di un'attrice, Isabel Duveen, che sembra essere invischiata nell'omicidio.
- Romanzo originale: Aiuto, Poirot!/Memorie di un delitto

## Due mesi dopo
- Titolo italiano alternativo: Testimone silenzioso
- Titolo originale: Dumb Witness
- Diretto da: Edward Bennet

### Trama
Poirot e Hastings si trovano al lago Windermere per assistere al tentativo di abbattimento del record di velocità di una barca da corsa. Due bizzarre sorelle hanno la premonizione di un pericolo. Presto una ricca vedova si ferisce cadendo dalle scale e successivamente viene avvelenata con il fosforo. Poirot deve ascoltare i suggerimenti di un "testimone muto", il cane di famiglia, per risolvere il mistero.
- Romanzo originale: Due mesi dopo/Testimone muto